# 887 v.Chr.
Het jaar 887 v.Chr. is een jaartal volgens de christelijke jaartelling. 

## Gebeurtenissen

### Fenicië
- Begin van de regering van Ittobaäl I (tot 856).

### Babylonië
- Koning Nabu-apla-iddina begint zijn heerschappij over de vazalstaat Babylon (tot 855).